# 帕舍尔
帕舍尔是德国莱茵兰-普法尔茨州特里尔-萨尔堡县的一个市镇。总面积4.30平方公里，总人口246人，其中男性133人，女性113人（2011年12月31日），人口密度57人/平方公里。

## 位置
帕舍尔位于特里尔以南，萨尔堡东北约九千米处，滨湖克尔以西九千米处。268号联邦公路（特里尔-萨尔布吕肯）在帕舍尔以西两千米处经过。

## 历史
帕舍尔最早的部分是一个圣马提亚隐修院的农庄，它位于一个洼地里，东侧和南侧被池塘环绕。它可能1306年前就已经设立了。帕舍尔于1532年、1658年和1802年多次易手。
人口发展
1871年至1987年的数据是人口统计的数据：
| 年     | 人口数 |
| 1815年 | 82人   |
| 1835年 | 104人  |
| 1871年 | 141人  |
| 1905年 | 198人  |
| 1939年 | 209人  |
| 1950年 | 195人  |

| Jahr   | Einwohner |
| 1961年 | 197人     |
| 1970年 | 204人     |
| 1987年 | 203人     |
| 1997年 | 239人     |
| 2005年 | 263人     |

## 政治

### 镇议会
帕舍尔的议会由2014年5月25日地方选举出的六人组成。议会主席是业余的镇长。

### 镇徽
镇徽分左右两侧，左侧的绿底上有一股小麦麦穗。右侧在金色的底上有一股燕麦的麦穗。徽章的下方有一个银色的小徽章，里面有一把红色的斧头和红色的杖互相交叉。